# Природно-заповідний фонд Польщі

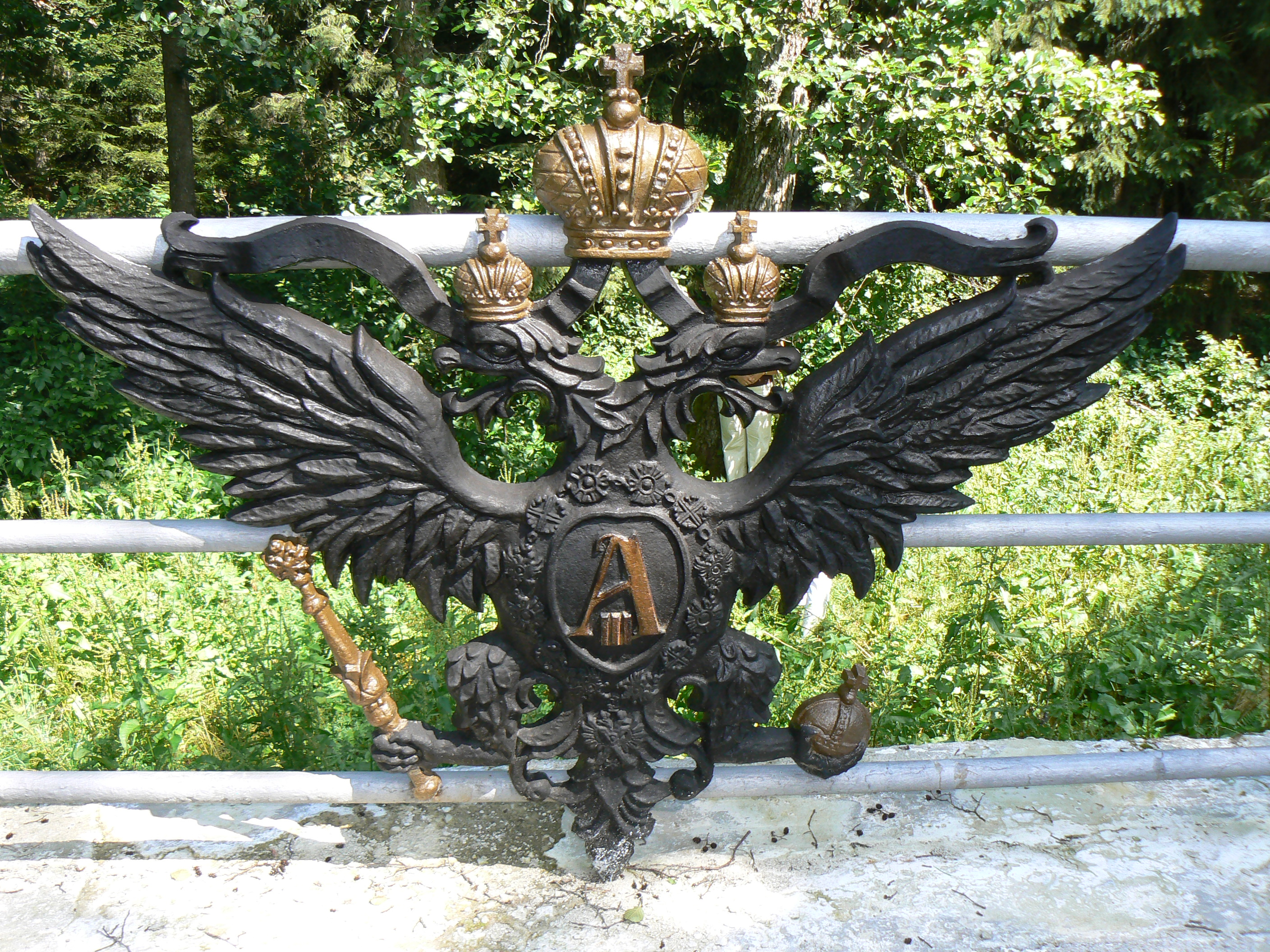
Біловезька пуща. Польща

## Природно-заповідний фонд Польщі
Традиції охорони природної спадщини в Польщі сягають часів перших королів Болеслава Хороброго, який ще в X ст. увів заборону полювати на бобрів, та Казимира Великого, який першим наказав охороняти ліси.
Для Польщі, попри невелику площу, характерне багатство геологічної будови, форм рельєфу, флори й фауни. Польща належить до країн лідерів з охорони природи. Частка заповідних територій у Польщі складає 32,4 % території країни, 10.1 млн га.

### Структура природоохоронних територій
Охорону природи в Польщі регулюють положення Закону про охорону природи від 16 квітня 2004 р.. Згідно з цим законом, охорона природи полягає в збереженні, зрівноваженому користуванні та відновленні запасів, утворень і складників природи. У ст. 6 цього закону визначено десять основних категорій – форм охорони природи:
1) національні парки,
2) природні заповідники,
3) ландшафтні парки,
4) охоронні ландшафти,
5) простори “Natura 2000”,
6) пам’ятки природи,
7) документальні місця,
8) екологічні угіддя,
9) природно-ландшафтні комплекси,
10) охорона видів рослин, тварин і грибів.

#### Національні парки[3]
Національні парки (пол. parki narodowe, англ. national parks) – головна складова системи охорони, займає найвищу позицію серед форм охорони природи в Польщі. Національний парк охоплює територію, що вирізняється особливими природними, науковими, культурними й освітніми цінностями, площею не менше 1 000 га, у межах якої охороні підлягає вся природна система та її ландшафтні цінності. Польща прийняла визначення національного парку, затверджене на X (1969) і XI (1972) з’їздах Міжнародної спілки охорони природи і природних ресурсів (IUCN–WCU). Усі польські національні парки, які відповідають вимогам IUCN, опинилися в її списку, зокрема 15 отримало другу категорію, 2 парки отримали п’яту категорію (Ойцовський і Вігерський). Шість парків (Бєбжанський, Бори Тухольські, Столових Гір, Нарвянський, Магурський, Витоки Варти) тоді ще не було, тому вони не прокласифіковані IUCN–WCU. Окрім того, дев’ять національних парків UNESCO внесла у список біосферних заповідників (Бабьогурський, Біловезький, Бещадський, Бори Тухольські, Кампіноський, Карконоський, Поліський, Словінський, Татршанський), зокрема один (Біловезький) був визнаний UNESCO об’єктом світової спадщини. Територія парків доступна для відвідування, однак туристичний рух може відбуватися винятково визначеними стежками.  З  23 національних парків найбільші: Біловезький національний парк, Кампіноський національний парк, Татранський національний парк, Словінський національний парк.
| Природоохоронні об’єкти        | кількість                                                                                      | Площа, га                                  |
| ------------------------------ | ---------------------------------------------------------------------------------------------- | ------------------------------------------ |
| Національні парки              | 23                                                                                             | 314 474,5                                  |
| Природні заповідники           | 1463                                                                                           | 164 202,1                                  |
| Ландшафтні парки               | 121                                                                                            | 2 529 022,0                                |
| Охоронні ландшафти             | 386                                                                                            | 6 990 047,7                                |
| Території Natura 2000          | 967 (144 – території спеціальної охорони птахів + 823 – спеціальні території охорони біотопів) | 9 362 632,0                                |
| Екологічні угіддя              | 6877                                                                                           | 51 029,5                                   |
| Природні-ландшафтні комплекси  | 318                                                                                            | 93 463,6                                   |
| Документальні місця            | 155                                                                                            | 885,2                                      |
| Пам’ятки природи               | 36293                                                                                          | -                                          |
| Увесь природно-заповідний фонд | 45636                                                                                          | 10 143 124,6 ( без територій Природа 2000) |

#### Природні заповідники
Природні заповідники (пол. rezerwaty przyrody, англ. nature reserves) – цінні природні просторові форми охорони природи, менші за площею. Наприкінці 2010 р. кількість об’єктів цього типу досягла 1 463, а їхня загальна площа становила понад 164 тис. га, (0,5 % площі країни і 1,6 % площі природоохоронного фонду країни) (див. табл. 1). Закон від 16 квітня 2004 р. визначає природний заповідник як територію, яка охоплює простори, збережені в незміненому або малозміненому стані, екосистеми, біотопи рослин, тварин, грибів та об’єкти і складники неживої природи, що мають особливі природні, наукові, культурні або ландшафтні цінності. Заповідники поділяють на дев’ять типів за класифікацією З. Чубінського:
лісовий,
флористичний,
торф’яний,
фауністичний,
ландшафтний,
неживої природи,
водний,
степовий,
галофітний. 

#### Ландшафтні парки
Ландшафтні парки (пол. parki krajobrazowe, англ. landscape parks). Особливістю ландшафтних парків, на відміну від попередніх форм природно-заповідного фонду, є те, що в них можна вести господарську діяльність. Ландшафтний парк створюють на території, що має природні, історичні і культурні та ландшафтні цінності для збереження, популяризації цих цінностей в умовах зрівноваженого розвитку. Такий парк повинен слугувати краєзнавчій рекреації, тобто туризму, відпочинку, а також освіті.

#### Охоронні ландшафти
Охоронні ландшафти (пол. obszary chronionego krajobrazu, англ. protected landscape areas).Такі території займають значні площі – річкові долини, лісові комплекси, горбогір’я, дюнні поля, торфовища тощо. Ці простори вважають цінними з огляду на винятковий ландшафт, багатство екосистем або виконувану ними функцію екологічних коридорів між важливішими просторами, які охороняють, наприклад національними, ландшафтними парками і заповідниками. Головне призначення територій ландшафтів, які перебувають під охороною, – рекреація, а господарська діяльність підлягає лише незначним обмеженням (заборона будівництва об’єктів, шкідливих для середовища, і нищення навколишнього середовища).

#### Мережа територій “Natura 2000”
Мережа територій “Natura 2000 (пол. siec obszarów Natura 2000, англ. Natura 2000 network of protected areas) – це комплексна європейська екологічна мережа, яку створюють у Європі для збереження природних біотопів і видів, яким загрожує зникнення. У Польщі цю форму охорони впроваджено 2004 р. Планують, що такі простори охоплять близько 15–20 % площі країни. Мережа передбачає створення системи просторів, з’єднаних екологічними коридорами, тобто фрагментами ландшафту, які уможливлюють міграцію, поширення й обмін генетичного фонду видів. Завданням мережі є збереження біорізноманіття завдяки охороні не лише найцінніших і найрідкісніших елементів природи, а також найбільш типових, найбільше поширених природних систем, характерних для біогеографічних регіонів.

#### Пам’ятки природи
Пам’ятки природи (пол. pomniki przyrody, англ. natural monuments). Закон про охорону природи від 2004 р. визначає пам’ятки природи як окремі об’єкти живої і неживої природи або їх скупчення, які мають особливу природну, наукову, культурну, історичну або пейзажну цінність та індивідуальні ознаки, які вирізняють їх серед інших об’єктів.